# Индийско-китайские отношения
Индийско-китайские отношения — двусторонние дипломатические отношения между Китаем и Индией. Протяжённость государственной границы между странами составляет 2659 километров. В 2013 году товарооборот двух стран составил 65,5 млрд долларов.

## Обзор

### До XX века
Индия и Китай поддерживают отношения на протяжении более 2000 лет.
Китай и Индия являются одними из древнейших цивилизаций в мире и сосуществуют рядом на протяжении тысячелетий. Культурные и экономические связи между Китаем и Индией восходят к древнейшим временам.
Великий шёлковый путь служил не только основным торговым маршрутом между Индией и Китаем, но также являлся основным путём для распространения буддизма из Индии в Восточную Азию.
В XIX веке на территории Китая произошло несколько опиумных войн, в те времена Британская Индия была частью Британской империи и поддерживала британцев в их войне против Цинской империи.

### XX век
Во время Второй мировой войны Индия и Китай внесли свой вклад в крушение Японской империи.
Современные отношения были установлены в 1950 году, когда Индия стала одной из первых стран, отказавшихся от связей с Китайской Республикой (Тайвань) и признала КНР в качестве законного правительства материкового Китая. Китай и Индия являются двумя наиболее населёнными странами, а также обладают одними из самых быстро развивающихся экономик в мире. Полученный экономический рост сказался на международном влиянии Китая и Индии, в свете чего возросла и значимость их двусторонних отношений. Несмотря на впечатляющий экономический рост Индии, от Китая она отстаёт в развитии весьма сильно.
В 1959 году бегство Далай-ламы в Индию спровоцировало очередной виток напряжённости в отношениях между странами.
Пограничные конфликты
Для современных отношений между Китаем и Индией характерны пограничные споры, в результате которых произошли три крупных военных конфликта: китайско-индийская пограничная война в 1962 году, китайско-индийская пограничная война в 1967 году, противостояние в долине Сумдорон Чу в  1987 году.

### XXI век
С конца 1980-х годов обе страны начали пытаться расширить дипломатические и экономические связи. В 2008 году Китай стал крупнейшим торговым партнёром Индии.
Несмотря на растущие экономические и стратегические связи существует несколько препятствий для Индии и КНР, чтобы установить благоприятные отношения. Хотя двусторонняя торговля растёт непрерывно, Индия сталкивается с огромным дисбалансом торговли в пользу Китая.
Эти две страны не смогли разрешить свой давний пограничный спор и индийские СМИ неоднократно сообщали о незаконном пересечении границы со стороны китайских военных. Обе страны неуклонно укрепляют военную инфраструктуру вдоль приграничных районов. Кроме того, Индию раздражают сильные стратегические отношения Китая с Пакистаном, а Китай выражает озабоченность по поводу индийского военного присутствия в спорных участках Южно-Китайского моря.
В октябре 2005 года официальный представитель МИД КНР Кун Цюань сделал заявление: «Китай и Индия — добрые соседи и хорошие друзья, их отношения стратегического сотрудничества и партнерства, ориентированные на мир и процветание, имеют огромное значение для народов обеих стран и всего мира».
В июне 2012 года Китай заявил, что «китайско-индийские связи» могут стать наиболее важным двусторонним партнёрством века. В том же месяце Вэнь Цзябао и Манмохан Сингх в ходе совещания поставили цель увеличить объём двусторонней торговли между странами до 100 миллиардов долларов США к 2015 году.
По данным опроса от BBC World Service Poll в 2013 году: 36 % индийцев оценивают Китай положительно, а 27 % негативно. В Китае 23 % граждан отзываются положительно об Индии, а 45 % негативно.
В середине января 2022 года страны договорились об отказе от взаимной конфронтации во время зимнего периода на спорных территориях в Восточном Ладакхе на юге Гималаев.
Индия присоединилась к дипломатическому бойкоту Китая некоторыми странами Запада (официальные делегации не поехали в Пекин) во время зимней Олимпиады 2022 года (причина — участие среди факелоносцев эстафете олимпийского огня китайского военного Ци Фабао, который участвовал в конфликте на китайско-индийской границе летом 2020 года); национальная телекомпания Doordarshan не транслировала в прямом эфире церемонию открытия, не покажет также и закрытие.
В 2023 году Правительство Индии впервые санкционировало создание постов пограничной разведки на линии фактического контроля с КНР для сбора данных о сосредоточении НОАК, предотвращения вооруженных столкновений и нарушений двусторонней границы. Посты будут укомплектованы офицерами военной разведки, оснащены новейшими средствами наблюдения и сбора данных.  
В октябре 2024 года официальный представитель МИД КНР Мао Нин заявила, что страна направила Индии дипломатический протест в связи с недавно созданным офисом Тайбэйского экономического и культурного центра Тайваня в Мумбаи – де-факто консульство Тайваня. Она призвала Индию «разумно и надлежащим образом решать вопросы, связанные с тайваньским регионом, и воздерживаться от любых форм официальных контактов с ним».  
Пограничные конфликты
В 2005 году пограничная проблема отчасти разрешилась: КНР признала Сикким индийской территорией, а Нью-Дели назвал Тибет «Тибетским автономным районом». 

На начало 2010-х годов Индия не признаёт суверенитет Поднебесной над районом Аксайчин, а Пекин требует, чтобы Нью-Дели передал КНР штат Аруначал-Прадеш.
В мае 2020 года произошёл очередной индо-китайский пограничный конфликт.

## Сравнительная характеристика
|                                        | Индия                                                                                     | Китай                                          |
| -------------------------------------- | ----------------------------------------------------------------------------------------- | ---------------------------------------------- |
| Население                              | 1 415 320 083                                                                             | 1 411 750 000                                  |
| Площадь                                | 3 287 263 км²                                                                             | 9 596 960 км²                                  |
| Плотность населения                    | 431 чел./км²                                                                              | 147,1 чел./км²                                 |
| Столица                                | Нью-Дели                                                                                  | Пекин                                          |
| Крупнейший город                       | Мумбаи                                                                                    | Чунцин                                         |
| Форма правления                        | Федеративная республика, парламентская демократия                                         | Однопартийная система                          |
| Официальные языки                      | Хинди, английский и ещё 21 язык                                                           | китайский                                      |
| Основные религии                       | Индуизм (80,5 %), Ислам (13,4 %), Христианство (2,3 %) и другие См. также Религия в Индии | >10 % каждой религии См. также Религия в Китае |
| ВВП (номинал)                          | 3,469 трлн долларов США ($)                                                               | 18,1 трлн $                                    |
| ВВП (номинал) на душу населения        | 2466 $                                                                                    | 12 551 $                                       |
| ВВП (ППС)                              | 11,66 трлн $                                                                              | 23,393 трлн                                    |
| ВВП (ППС) на душу населения            | 8329 $                                                                                    | 16 709 $                                       |
| Список стран по ИРЧП                   | 0,632 (средний)                                                                           | 0,768 (высокий)                                |
| Список стран по международным резервам | 588 433 (млн долларов США)                                                                | 3 536 038 (млн долларов США)                   |
| Список стран по военным расходам       | 81,4 млрд долларов США (2,4 % от ВВП)                                                     | 292 млрд долларов США (1,6 % от ВВП)           |
| Вооружённые силы                       | Регулярные войска: 1 460 350 (1 155 000 резерв)                                           | Регулярные войска: 2 035 000 (510 000 резерв)  |